# Psykedelisk musik
Psykedelisk musik, även kallad psykedelia, är en musikstil som växte ut ur rockmusiken i mitten på 1960-talet, särskilt inom bluesrock och folkrock. Både brittiska och amerikanska rockband började experimentera med sin musik och sina texter. Melodierna blev längre, och höll sig inte till konventionell uppbyggnad med vers och refräng. Man influerades starkt av musik från Orienten, speciellt från Indien. Ny inspelningsteknik var också viktig, i synnerhet till elgitarrer där nya tillbehör som wah-wah och fuzzbox lanserats som spelades med akustisk feedback. Elektroniska instrument som synthesizer, theremin och mellotron var också ett måste. Låttexterna kunde vara surrealistiska, fantasifulla, introverta eller inspirerade av litterära verk. Musiken tilltalade bland annat hippies och nyttjare av hallucinogena droger, i synnerhet LSD. Musiken hade sin storhetstid cirka 1965–1970. Den hårdaste psykedeliska musiken brukar kallas acid rock.
Under 1980-talets första år blev en ny generation musiker inspirerade av den första vågen psykedelisk musik, dessa musiker och grupper klassades som "neo-psykedelia". Senare under 1990-talet har element inom psykedelisk musik återupptagits i elektroniskt skapad musik som trance och acid house.

## Psykedelisk musik på 1960-talet
Rockband som till exempel engelska The Yardbirds, Cream och amerikanska The Byrds samt The 13th Floor Elevators började i mitten på 1960-talet lägga grunden för den psykedeliska musiken, med otydliga gitarr-riff och solon, och med svårtolkade och djupa texter. Samtidigt ökade användandet av psykedeliska preparat, i synnerhet LSD i kulturlivet och personer som Timothy Leary förespråkade användande av dessa för att finna nya dimensioner hos sig själv. LSD var fram till mitten av 1960-talet inte narkotikaklassat i många länder.
Amerikanska Texas-bandet 13th Floor Elevators var bland de första artister som använde ordet psykedelisk i en albumtitel på deras debutalbum The Psychedelic Sounds of the 13th Floor Elevators 1966. The Byrds släppte skivan Fifth Dimension med singeln "Eight Miles High". Samma år släppte The Beatles albumet Revolver som innehöll många element av psykedelia, som indisk musik i låten "Love You To" eller "Tomorrow Never Knows" med text inspirerad av Timothy Learys bok The Psychedelic Experience och en komplicerad studioproduktion.
Andra band tog efter. I Amerika blev bland annat Jefferson Airplane, The Doors, The Grateful Dead, och Love populära band inom genren. Många amerikanska psykedeliska rockband kom från västkusten, i synnerhet San Francisco och Los Angeles. En kulmen inom den psykedeliska musiken nåddes 1967 då Beatles släppte Sgt. Pepper's Lonely Hearts Club Band. Albumet innehöll "Lucy in the Sky with Diamonds", som av många påstods handla om en LSD-tripp. Flera viktiga psykedeliska album släpptes just 1967, bland de mest prominenta kan nämnas Pink Floyds The Piper at the Gates of Dawn, the Doors självbetitlade debutalbum, Jefferson Airplanes Surrealistic Pillow och Jimi Hendrix debutalbum Are You Experienced?. Även The Rolling Stones släppte en psykedelisk skiva detta år, Their Satanic Majesties Request där Brian Jones intresse för nordafrikansk musik fick stort utrymme.
Redan 1968 började dock en motreaktion märkas då både The Beatles och The Rolling Stones återvände till mer jordnära och rak rockmusik med albumen The Beatles och Beggars Banquet. The Byrds lämnade samma år psykedelian och gav ut countryrockskivan Sweetheart of the Rodeo. Flera artister som börjat inom psykedelisk musik rörde sig mot progressiv rock och hårdrock. Ett flertal band och artister släppte ändå psykedelisk rock fram till 1970-talets första år.
Ur den psykedeliska rocken utvecklades också den psykedeliska popen. Skillnaden var att den psykedeliska popen utelämnade droger och de mest utflippade jammen som förekom i den psykedeliska rocken. Men man behöll de exotiska instrumenten som sitarer, exotiska trummor, och de trippiga ljudeffekter man kunde få till i studion. Bee Gees debutalbum från 1967 är ett exempel på psykedelisk pop, liksom Donovans musik 1966-1968. The Zombies skiva Odessey and Oracle är ett annat exempel. Instrumenteringen är tydligt psykedelisk, men texterna mer lättillgängliga och enkla.

### Psykedelisk soul
Huvudartikel: Psykedelisk soul
Ur den psykedeliska rocken utvecklades under slutet av 1960-talet den psykedeliska soulen genom att kombinera soul och funk med psykedeliska element, främst inspirerade av Jimi Hendrix. När den psykedeliska rocken dalade i popularitet vid övergången till 1970-talet höll sig den psykedeliska soulens popularitet in i det nya årtiondet. Exempel på grupper inom genren är The Temptations, Sly and the Family Stone och Parliament-Funkadelic.

## Viktiga artister inom genren
Årtal inom parentes anger att gruppen kort sysslade med musikstilen just då.

### Psykedelisk rock
| - 13th Floor Elevators - The Amboy Dukes - Syd Barrett - The Beatles (1966-1967) - Bubble Puppy - The Byrds - Captain Beefheart (svårplacerad) - Country Joe and the Fish - Cream - The Doors - The Electric Prunes - The Fugs - Gong - The Grateful Dead - Hansson och Karlsson - The Holy Modal Rounders - Hawkwind - Jimi Hendrix - Iron Butterfly | - Jefferson Airplane - Jethro Tull - Kaleidoscope - Love - Moby Grape - The Moody Blues - The Nice - Pink Floyd (1965-1969) - Procol Harum - Quicksilver Messenger Service - Red Hot Chili Peppers - The Small Faces (1967) - Spirit - Status Quo (1967-1971) - Steppenwolf - Tomorrow - West Coast Pop Art Experimental Band - Wolf and the Flickering demon - The Velvet Underground |

### Psykedelisk pop
| - The Beatles - The Beach Boys - Donovan - The Flower Pot Men - The Hollies (1967) - It's a Beautiful Day - The Left Banke - The Lemon Pipers - The Move | - The Rolling Stones (1966-1967) - Sagittarius - Strawberry Alarm Clock - Sweetwater - Thunderclap Newman - Traffic - The Zombies - Air |

## Typiska psykedeliska låtar
Psykedelisk rock
- "1983 (A Merman I Should Turn to Be)" - The Jimi Hendrix Expereince
- "2000 Light Years from Home" - The Rolling Stones
- "Alone Again Or" - Love
- "Astronomy Domine" - Pink Floyd
- "A Whiter Shade of Pale" - Procol Harum
- "Being for the Benefit of Mr. Kite!" - The Beatles
- "Child in Time" - Deep Purple
- "Dark Star" - The Grateful Dead
- "Eight Miles High" - The Byrds
- "The End" - The Doors
- "5D (Fifth Dimension)" - The Byrds
- "Five to One" - The Doors
- "Fixing a Hole" - The Beatles
- "Happenings Ten Years Time Ago" - The Yardbirds
- "I Am the Walrus" - The Beatles
- "I Can See for Miles" - The Who
- "In-A-Gadda-Da-Vida" - Iron Butterfly
- "Insterstellar Overdrive" - Pink Floyd
- "Light My Fire" - The Doors
- "Nights in White Satin" - The Moody Blues
- "Purple Haze" - The Jimi Hendrix Experience
- "The Red Telephone" - Love
- "San Francisco Girls (Return Of The Native)" - Fever Tree
- "Section 43" - Country Joe and the Fish
- "Several Species of Small Furry Animals Gathered Together in a Cave and Grooving with a Pict" - Pink Floyd
- "Shapes of Things" - The Yardbirds
- "Strawberry Fields Forever - The Beatles
- "Sunshine of Your Love" - Cream
- "Third Stone From the Sun" - Jimi Hendrix Experience
- "Tomorrow Never Knows" - The Beatles
- "Voodoo Child (Slight Return)" - Jimi Hendrix Experience
- "We Love You" - The Rolling Stones
- "White Rabbit" - Jefferson Airplane
- "White Room" - Cream
- "You're Gonna Miss Me" - 13th Floor Elevators

Psykedelisk pop
- "Atlantis" - Donovan
- "Arnold Layne" - Pink Floyd
- "Wear Your Love Like Heaven" - Donovan
- "Good Vibrations" - The Beach Boys
- "Blue Jay Way" - The Beatles
- "Flying" - The Beatles
- "Hole in My Shoe" - Traffic
- "Incense and Peppermints" - Strawberry Alarm Clock
- "Itchycoo Park" - The Small Faces
- "Let's Go to San Francisco" - The Flower Pot Men
- "Lucy in the Sky with Diamonds" - The Beatles
- "King Midas in Reverse" - The Hollies
- "Paper Sun" - Traffic
- "Pictures of Matchstick Man" - Status Quo
- "See Emily Play" - Pink Floyd
- "She's a Rainbow" - The Rolling Stones
- "Sunshine Superman" - Donovan
- "Leave Me Be" - The Zombies
- "Time of the Season" - The Zombies
- "The Trip" - Donovan
- "San Francisco (Be Sure to Wear Flowers in Your Hair)" - Scott McKenzie
- "Sexy Boy" - Air